# 中央省 (赞比亚)
中央省（英文：Central Province）是赞比亚10省之一，省內分為11個區，首府卡布韦。

## 主要地形区
- 卡富埃国家公园
- 伦塞姆富瓦河河谷
- 卢坎加沼泽

## 城镇
- 奇邦博县奇邦博
- 卡布韦
- 卡皮里姆波希
- 姆库希
- 蒙布瓦
- 塞伦杰